# Robert Villemain
Robert Villemain (* 10. Januar 1924 in Paris; † 4. September 1984 in Montfermeil) war ein französischer Boxer. Er war Europameister der Berufsboxer im Weltergewicht.

## Werdegang
Robert Villemain wurde nach kurzer Amateurzeit im Jahre 1944 Boxprofi. Er absolvierte seinen ersten Kampf am 28. Dezember 1944 in Paris und gewann gegen Amer Jaafar durch K. o. in der zweiten Runde. Er gewann anschließend 33 Kämpfe in Folge, ehe er gegen den Briten Mark Hart am 31. Mai 1948 in London unentschieden kämpfte. Bevor er seinen ersten Titel gewann, besiegte er mit den Belgiern Felix Wouters (am 20. Februar 1946 in Paris) und Cyrille Delannoit (am 11. April 1946 in Antwerpen) zwei europäische Spitzenboxer von Rang. Robert Villemain, der nur 1,66 m groß und von gedrungener Gestalt war, erhielt schon bald den Spitznamen „French Bulldog“.
Am 14. Oktober 1946 wurde Robert Villemain in Paris französischer Meister im Weltergewicht durch einen Punktsieg über zwölf Runden über Omar Kouidri. Diesen Titel verteidigte er am 8. Januar 1947 in Paris durch einen Punktsieg über Jean Walzack. In seinem nächsten Kampf wurde er dann am 1. Februar 1947 in Paris Europameister im Weltergewicht durch technischen K. o. in der neunten Runde über den Briten Ernie Roderick. Diese Titel verteidigte Robert Villemain im Jahre 1947 insgesamt dreimal durch Siege über seine Landsleute Kid Marcel, Egisto Peyre und Omar Kouidri.
Am 27. Oktober 1947 und am 14. Mai 1948 feierte Robert Villemain jeweils in Paris Punktsiege über Laurent Dauthuille, der als große französische Nachwuchshoffnung im Mittelgewicht galt. Im Oktober 1948 legte Robert Villemain seine beiden Titel nieder, weil er das Weltergewichtslimit nicht mehr bringen konnte. Er ging im Januar 1949 in die Vereinigten Staaten und bemühte sich intensiv, einen Kampf um die Weltmeisterschaft im Mittelgewicht zu bekommen.
Sein Einstand in den Vereinigten Staaten verlief allerdings nicht nach Plan. In seinem ersten Kampf in New York verlor er am 7. Januar 1949 gegen Steve Belloise, der nicht zur absoluten Weltspitze zählte, nach Punkten. Er akzeptierte daraufhin am 25. März 1949 den Weltranglistenersten Jake LaMotta als Gegner. Der Kampf gegen LaMotta im Madison Square Garden in New York verlief ziemlich ausgeglichen. Zwei Punktrichter gaben den Sieg an LaMotta, einer hatte für Villemain gewertet. Die Zuschauer waren mit dem Urteil Punktsieger Jake LaMotta nicht einverstanden und feierten Robert Villemain als „moralischen“ Sieger.
Am 9. Dezember 1949 fand deshalb in New York der Rückkampf Villemain gegen den amtierenden Weltmeister im Mittelgewicht LaMotta, der diesen Titel zwischenzeitlich am 16. Juni 1949 von Marcel Cerdan gewonnen hatte, statt und dieses Mal wurde Robert Villemain einstimmiger Punktsieger. Da es in diesem Kampf aber nicht um den Weltmeistertitel ging, blieb Jake LaMotta Weltmeister. Nach einem Sieg über den gebürtigen Kubaner Kid Gavilán, einen späteren Weltmeister im Weltergewicht, am 20. März 1950 in Montreal, wurde Robert Villemain zugestanden, in zwei Kämpfen gegen den amtierenden Weltmeister im Weltergewicht Sugar Ray Robinson den offiziellen Herausforderer für Weltmeister Jake LaMotta zu ermitteln.
Der erste dieser Kämpfe fand am 5. Juni 1950 in Philadelphia statt. Dabei erwies sich der Supertechniker Robinson dem Kämpfer Villemain überlegen und gewann einstimmig nach Punkten. Auch im Rückkampf am 22. Dezember 1950 in Paris war Robinson stärker. In diesem Kampf siegte Robinson sogar durch technischen K. o. in der neunten Runde über den verteidigungsunfähigen Villemain. Herausforderer von Jake LaMotta wurde deshalb Sugar Ray Robinson.
Nach diesen Kämpfen boxte Robert Villemain häufig in den Vereinigten Staaten, weil er dort aufgrund seines Kämpferherzens bei den Zuschauern sehr beliebt war. Er gewann auch die meisten Kämpfe, die er bestritt oder kämpfte zumindest unentschieden gegen gute, aber nicht unbedingt so gute Gegner, die ihn für einen Weltmeisterschaftskampf wieder interessant machen konnten. Am 12. Juli 1952 bot sich ihm jedoch noch einmal eine große Chance. Er boxte in San Francisco gegen den Hawaiianer schwedisch-portugiesischer Abstammung Carl Olsson, der als der kommende Mann im Mittelgewicht galt und später auch Weltmeister wurde. In diesem Kampf, der über zehn Runden ging, waren sich die Kampfrichter in ihrer Wertung wieder uneins. Zwei gaben Olsson den Sieg, einer entschied sich für Robert Villemain.
Da Robert Villemain danach keine Chance sah, doch noch Weltmeister im Mittelgewicht zu werden, beendete er seine Boxerlaufbahn. Ihm war es nach Marcel Cerdan als zweitem französischen Mittelgewichtler nach dem Zweiten Weltkrieg gelungen, in den Vereinigten Staaten Respekt und Anerkennung zu gewinnen, auch wenn es ihm nicht gelang, Weltmeister zu werden.